# 石井登志郎
石井 登志郎（いしい としろう、1971年〈昭和46年〉5月29日 - ）は、日本の政治家。兵庫県西宮市長（第14代）。元衆議院議員（1期）。
自治大臣や国家公安委員会委員長、国土庁長官、民主党副代表、衆議院議員、参議院議員等を歴任した石井一は伯父で、後に養子縁組した。また、元参議院議員の石井一二も伯父。兵庫県議会議員の石井健一郎は兄。

## 来歴
兵庫県芦屋市生まれ。ゆかり文化幼稚園、世田谷区立船橋小学校、早稲田中学校・高等学校卒業。1990年、慶應義塾大学総合政策学部に入学する際に石井一の養子となる。1994年3月、同大学卒業。同年4月、神戸製鋼所に就職。アメリカ合衆国ペンシルベニア大学フェルス政府研究所に留学。1999年5月、同大学院の公共政策学修士号を取得。帰国後は日本総合研究所副主任研究員を経て、2001年7月に鈴木寛参議院議員の政策担当秘書となった。
2005年8月、民主党は兵庫7区に石井を擁立する方針を決定。前回総選挙まで、民主党は兵庫7区に候補を擁立せず、社会民主党の土井たか子を推薦してきたが、2003年の第43回衆議院議員総選挙での土井の敗北を理由に民主党は選挙協力を打ち切った。第44回衆議院議員総選挙では、前回総選挙で土井を破った自由民主党前職の大前繁雄が当選し、石井は次点で落選した。なおこの選挙では、兵庫1区で12期目の当選を期した伯父（養父）の石井一も、自民党大勝の煽りを受けて落選した。
2009年の第45回衆議院議員総選挙に再び兵庫7区から民主党公認で出馬し、前回敗れた自民党の大前を8万票超の大差で破り、初当選した。
2011年8月26日、菅直人首相が民主党代表辞任を正式に表明。菅の辞任に伴う代表選挙（8月29日投開票）では馬淵澄夫の推薦人に名を連ねた。
2012年の第46回衆議院議員総選挙では、民主党公認で兵庫7区から出馬したが、自民党新人の山田賢司、みんなの党新人の畠中光成（比例復活）に敗れ、比例復活もならず落選した。2014年の第47回衆議院議員総選挙でも民主党公認で兵庫7区から出馬したが、再び自民党の山田に敗れ、落選した。2016年5月、民進党を離党した。
2018年4月、西宮市長選挙に無所属で立候補し、次点の候補に108票差で競り勝ち当選した。前任の今村岳司が任期をわずかに残して辞職していたため、投票日の4月15日付で西宮市長に就任し、翌々日の4月17日に西宮市役所に初登庁した。

## 2018年西宮市長選挙
2017年7月、翌年に予定されていた西宮市長選挙への立候補の意向が報じられ、同年10月28日に記者会見を開いて正式に出馬の意向を表明した。
2018年1月4日、今村岳司西宮市長が仕事始め式で次期市長選への不出馬に伴う退任を表明し、その真意を尋ねた読売新聞の記者に暴言を吐いた。今村の暴言を受け、西宮市議会は2月6日の議会運営委員会で今村の退職金を減額する条例案を、同月20日開会の市議会定例会に提出する方針を決定した。今村はこの動きを受けるように2月19日に翌20日付で辞職願を提出したが、辞職の理由は明確にせず、辞職願も市職員を通じて市議会議長に提出された。西宮市議会は2月20日、全会一致で市長の辞職に同意し、今村は同日付で辞職した。
今村の辞職を受け、西宮市長選は予定よりも1週間、前倒しで実施されることとなった。4月8日、市長選挙告示。石井の他、西宮市選出の兵庫県議会議員だった吉岡政和（自由民主党・公明党推薦）、元副市長の本井敏雄（元西宮市長の河野昌弘、前神戸市長の矢田立郎が支援）、元加西市長の中川暢三ら6人が立候補した。与党推薦の吉岡は、選挙戦終盤の4月13日、大阪府を訪れていた安倍晋三首相からも激励を受け、自身のTwitterにツーショット写真を掲載して政権への近さをアピールした。4月15日、市長選挙投開票。「オール西宮」をスローガンに掲げ、今村前市長の辞職の際に問題になった市長退職金の廃止等を公約した石井が次点の吉岡を108票の僅差で破り、当選した。
※当日有権者数：388,123人 最終投票率：37.52%（前回比：＋1.11pts）
| 候補者名   | 年齢 | 所属党派 | 新旧別 | 得票数   | 得票率 | 推薦・支持                 |
| ---------- | ---- | -------- | ------ | -------- | ------ | -------------------------- |
| 石井登志郎 | 46   | 無所属   | 新     | 37,831票 | 26.49% |                            |
| 吉岡政和   | 43   | 無所属   | 新     | 37,723票 | 26.41% | （推薦）自由民主党・公明党 |
| 本井敏雄   | 67   | 無所属   | 新     | 27,589票 | 19.32% |                            |
| 上田幸子   | 70   | 無所属   | 新     | 19,692票 | 13.79% | （推薦）日本共産党         |
| 村上博     | 57   | 無所属   | 新     | 14,286票 | 10.00% |                            |
| 中川暢三   | 62   | 無所属   | 新     | 5,705票  | 3.99%  |                            |

## 2022年西宮市長選挙
2021年11月29日、石井は再選出馬を表明。同年12月23日、日本維新の会の兵庫県議会議員の増山誠が同党公認で市長選挙に立候補する意向を正式に表明した。2022年2月下旬、西宮市議会の自民系会派「政新会」は「維新の候補は応援できない」として石井を有志で応援する方針を決めた。同年2月28日、「政新会」所属の田中正剛と川村与志人は「会派の方針に納得できない」「新年度当初予算案に反対した」などの理由から、会派を3月1日付で離脱する方針を明らかにした。また、前回選に立候補した元県議の吉岡政和を擁立する準備を進めていることも明らかにした。3月1日、「政新会」所属の上谷幸美、吉井竜二も会派を離脱。田中、川村、上谷、吉井の4人は新会派「政嵐会」を結成した。3月10日、吉岡は「政嵐会」の意向をくみ、立候補する意向を固めた。3月11日、吉岡は正式に出馬表明。
2022年3月27日、市長選挙の投開票。石井は増山と吉岡を破り、再選。同日に行われた市議会議員の補欠選挙（定数2）は、自民党公認の坂本龍佑と、任期中に死去した宮本一成の妻の宮本恵子が初当選した。日本維新の会が擁立した元職の浜口仁士と新人の森健人は候補者6人中3、4位に沈み、共倒れした。
※当日有権者数：392,625人 最終投票率：41.28%（前回比：+3.76pts）
| 候補者名   | 年齢 | 所属党派     | 新旧別 | 得票数   | 得票率 | 推薦・支持         |
| ---------- | ---- | ------------ | ------ | -------- | ------ | ------------------ |
| 石井登志郎 | 50   | 無所属       | 現     | 88,572票 | 55.42% | （支持）自由民主党 |
| 増山誠     | 43   | 日本維新の会 | 新     | 49,158票 | 30.76% |                    |
| 吉岡政和   | 47   | 無所属       | 新     | 22,096票 | 13.83% |                    |

## 政策
- 退職金の廃止を公約とし2018年4月の市長選で初当選した石井は、同年6月の市議会に廃止の条例案を提案。しかし市議会の審議で「議論が拙速」とされ、いったん議案を取り下げた。2019年9月の市議会に退職金を不支給とする条例案を再提出。9月12日、総務常任委員会は同条例案を承認した。石井は議会に対し「行政改革を進めていく。身を切ることが目的ではない」と理解を求めた[39]。
- 2019年11月21日、平田オリザを政策アドバイザーに選任した[40]。
- 2020年5月22日、新型コロナウイルス対策の財源に充てるため、自身の給与を6月から2021年3月まで15％減額する条例改正案を市議会臨時会に提出した。病院事業管理者を除く常勤特別職についても5～15％減額する[41]。
- 同年8月下旬、新型コロナウイルス感染症対策に役立ててほしいと市民らから寄せられた「新型コロナ対策みやっこ元気寄付金」を活用し、低所得世帯の子どもの学習支援として1人当たり5,000円を給付する方針を明らかにした。9月補正予算案に関連経費2,498万7,000円を計上する[42]。
- 同年9月10日から11日にかけて開かれた市議会常任委員会で、性的少数者（LGBTなど）のカップルを婚姻に準ずる関係と認める「パートナーシップ宣誓証明制度」（仮称）を2021年4月に始める方針を固めたと報告した[43]。同制度は予定通り2021年4月1日に導入された[44][45]。
- 同年10月28日、リゾート施設「リゾ鳴尾浜」を11月末で営業終了すると発表した。新型コロナウイルスの影響による臨時休業や利用者減により、今後の収支改善は見込めないと判断。西宮市と阪神電鉄などが出資し、リゾ鳴尾浜を経営する第三セクター「鳴尾ウオーターワールド」は12月下旬に解散し、精算手続きに移行する予定[46]。

## 主張
- （2018年）日本国憲法の改正について「憲法は、人間が作ったものです。だから、絶対に変えてはいけないものではないし、常に改善したり、時代に合わせていく改正論議は、積極的になされるべきです」としている。ただし、「国論を二分するような、改正に相当労力を要する条文については、まだ改正は必要でない」としている[47]。
- （2018年）「私学助成が憲法違反となりかねない」として、日本国憲法第89条の改正に賛成[47]。
- （2014年）毎日新聞の調査では、日本国憲法第9条の改正に反対としている[48]。
- （2014年）集団的自衛権の行使に反対としている[48]。
- （2014年）安倍内閣による消費税増税の見送りに「評価する」としている[48]。
- （2014年）消費税を10%に引き上げる際の軽減税率の導入に「すべきでない」としている[48]。
- （2014年）年金について、「国民の負担を増やしてでも維持すべき」としている[48]。
- （2014年）アベノミクスを評価しない[48]。
- （2014年）原子力発電は日本に必要でない[48]。
- （2014年）内閣総理大臣の靖国神社への参拝に反対[48]。
- （2014年）村山談話、河野談話の見直しに反対[48]。
- （2014年）ヘイトスピーチの法律による規制に賛成[48]。
- （2014年）「沖縄県の基地負担軽減のために、あなたの地元に米軍基地を引き受けてもいいと思うか」との問いに、引き受けたくないとしている[48]。
- （2014年）特定秘密保護法に賛成[48]。
- （2014年）道徳の教科化に反対[48]。
- （2014年）カジノの解禁に反対[48]。

## 人物
- 家族は妻、1女[3]。
- 尊敬する人物は第44代アメリカ合衆国大統領のバラク・オバマ[6]。

## 著作
- 『古典に学ぶ民主主義の処方箋―民主主義の歴史からネット時代を見据える』游学社、2016年6月9日。ISBN 978-4904827390。